# Sâmboieni, Cluj
Sâmboieni (în maghiară Erdőszombattelke) este un sat în comuna Sânmărtin din județul Cluj, Transilvania, România.

## Muzica populară
Localitatea este renumită datorită violistului László Varga care a fost cunoscătorul muzicii tradiționale din Câmpia Transilvaniei. El a jucat melodii maghiare (câmpenești, ceangăiești, evreiești), dar și române la festivaluri din Ungaria. În 2015 Televiziunea Maghiară a prezentat filmul documentar "Most múlik pontosan", care prezintă istoricul unui cântec contemporan care a fost recompus în muzică populară de Csík Zenekar cu multe elemente câmpenești învățate de la László Varga. Astfel, cântecul a devenit foarte popular în rândul oamenilor neascultărori de muzică populară.

## Vezi și
- Biserica de lemn din Sâmboieni

## Imagini

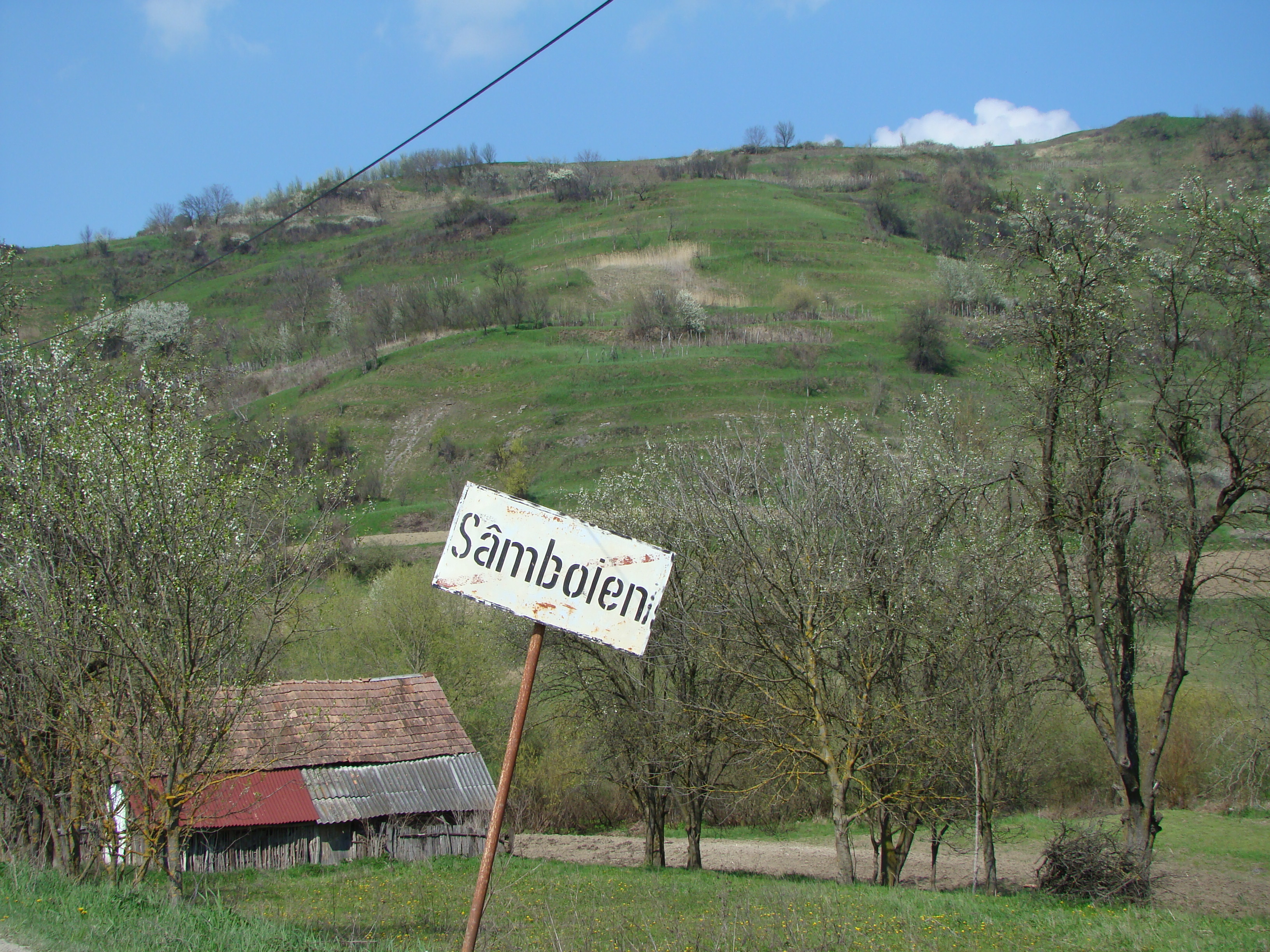
Intrarea în localitate
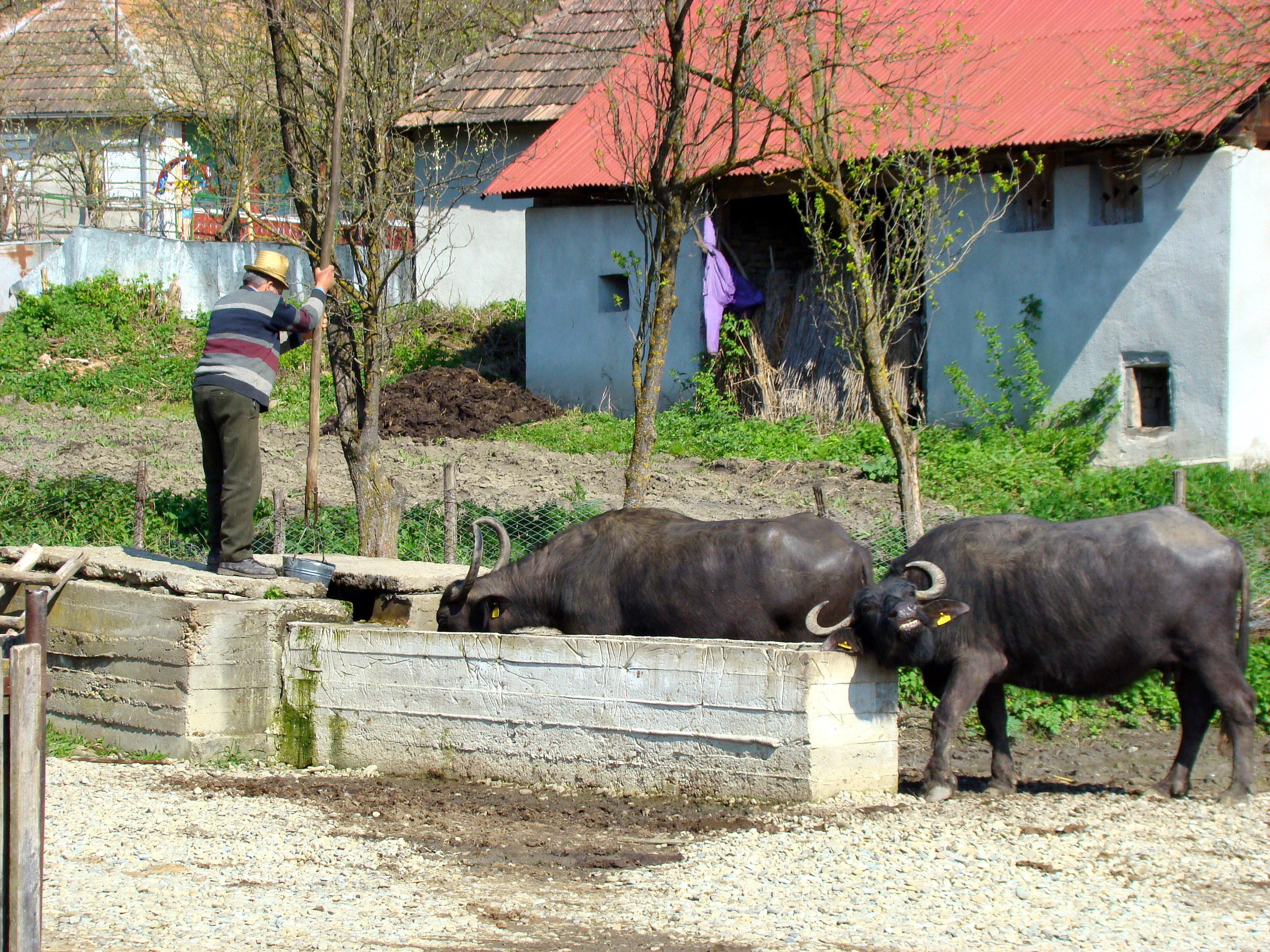
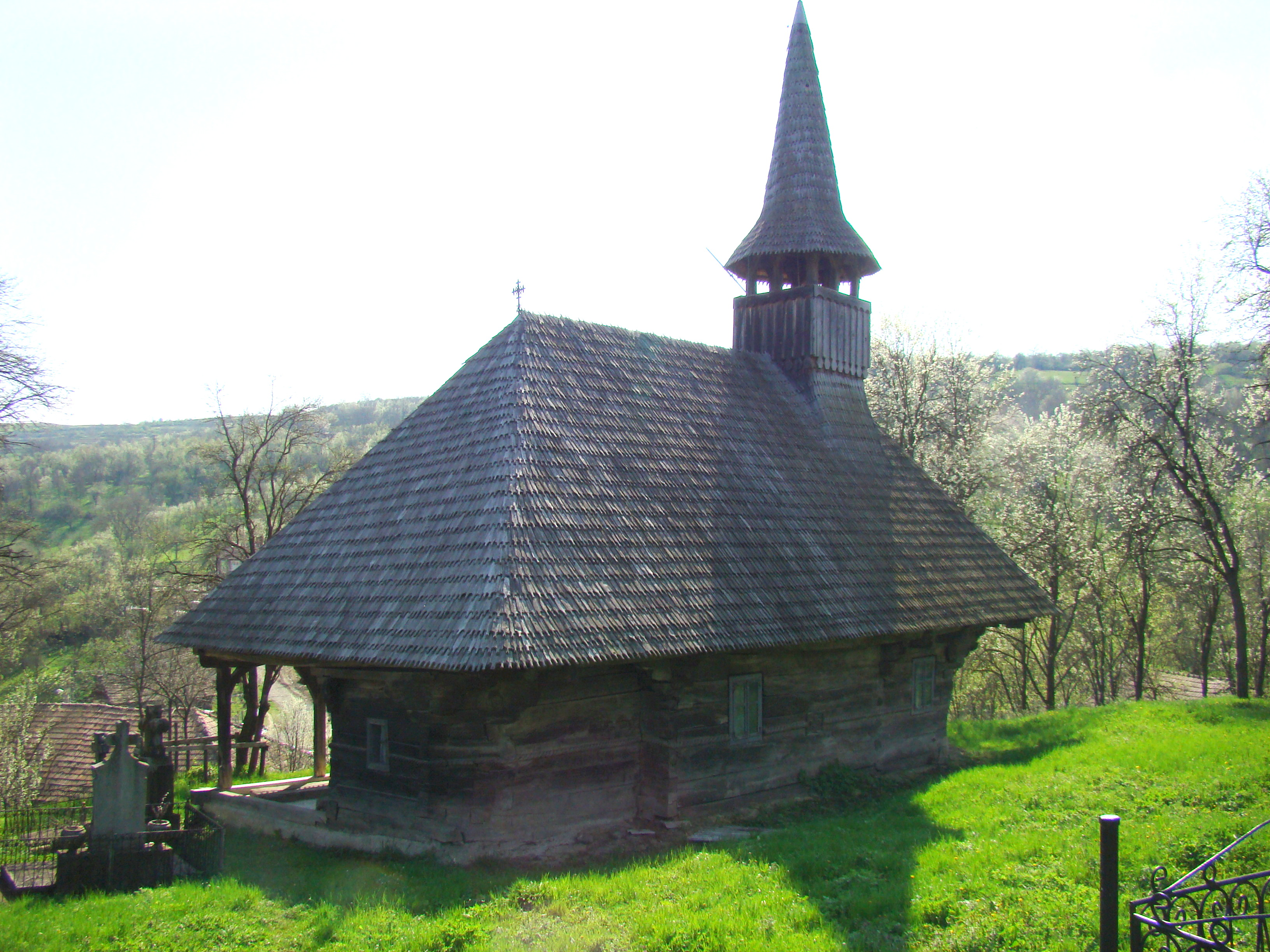
Biserica de lemn (monument istoric)
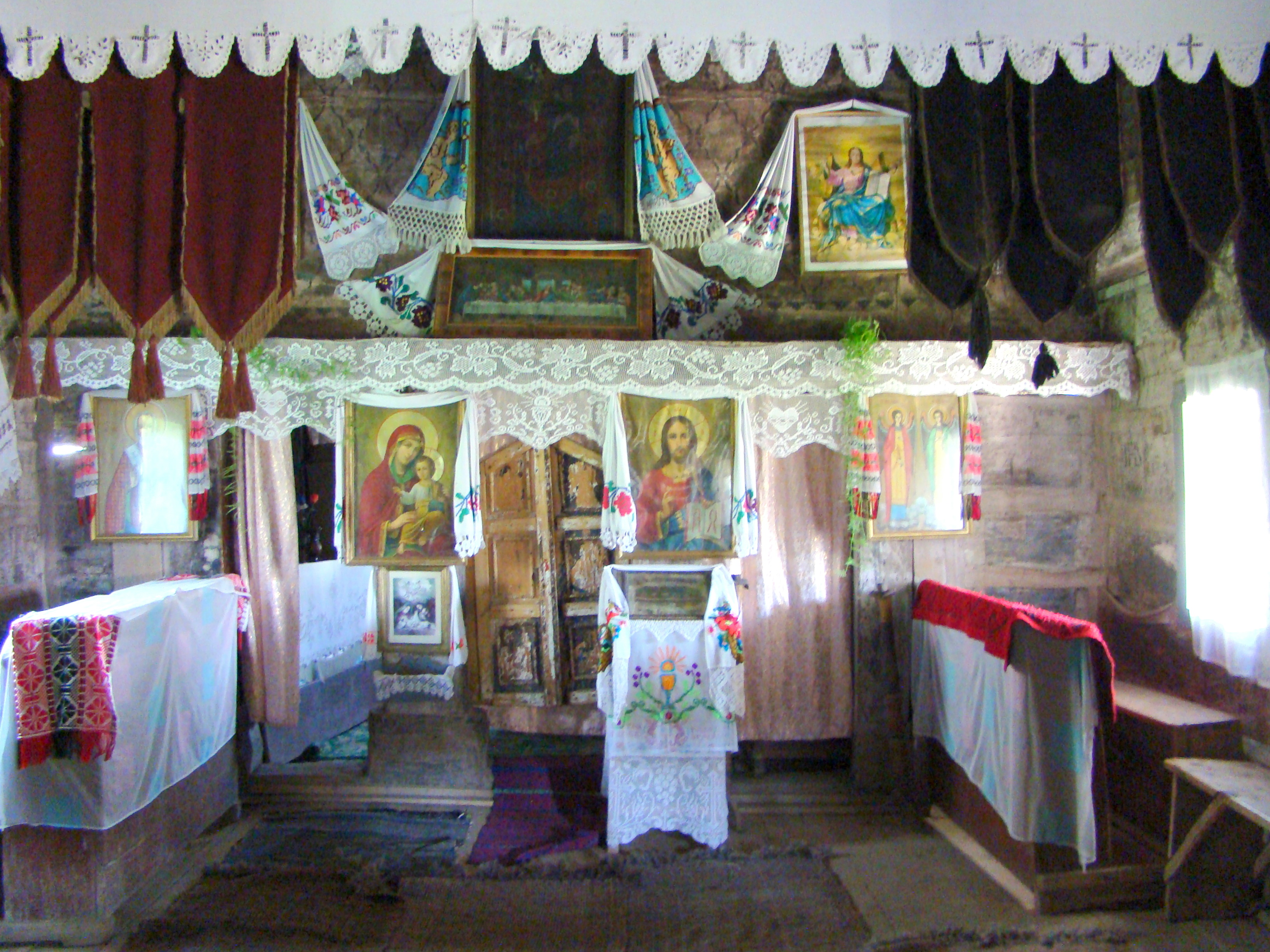
Biserica de lemn (monument istoric)
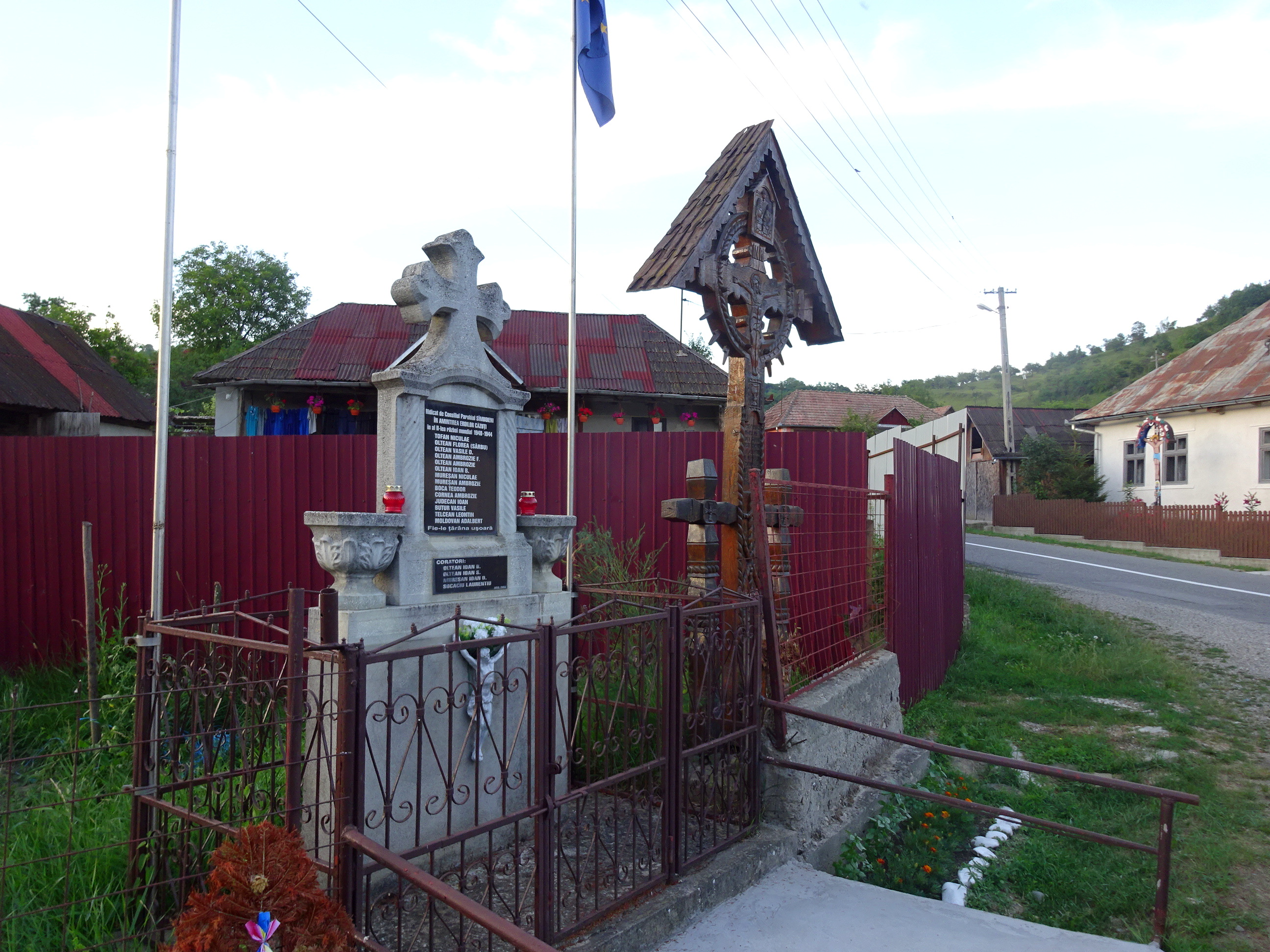
Monumentul Eroilor din Sâmboieni
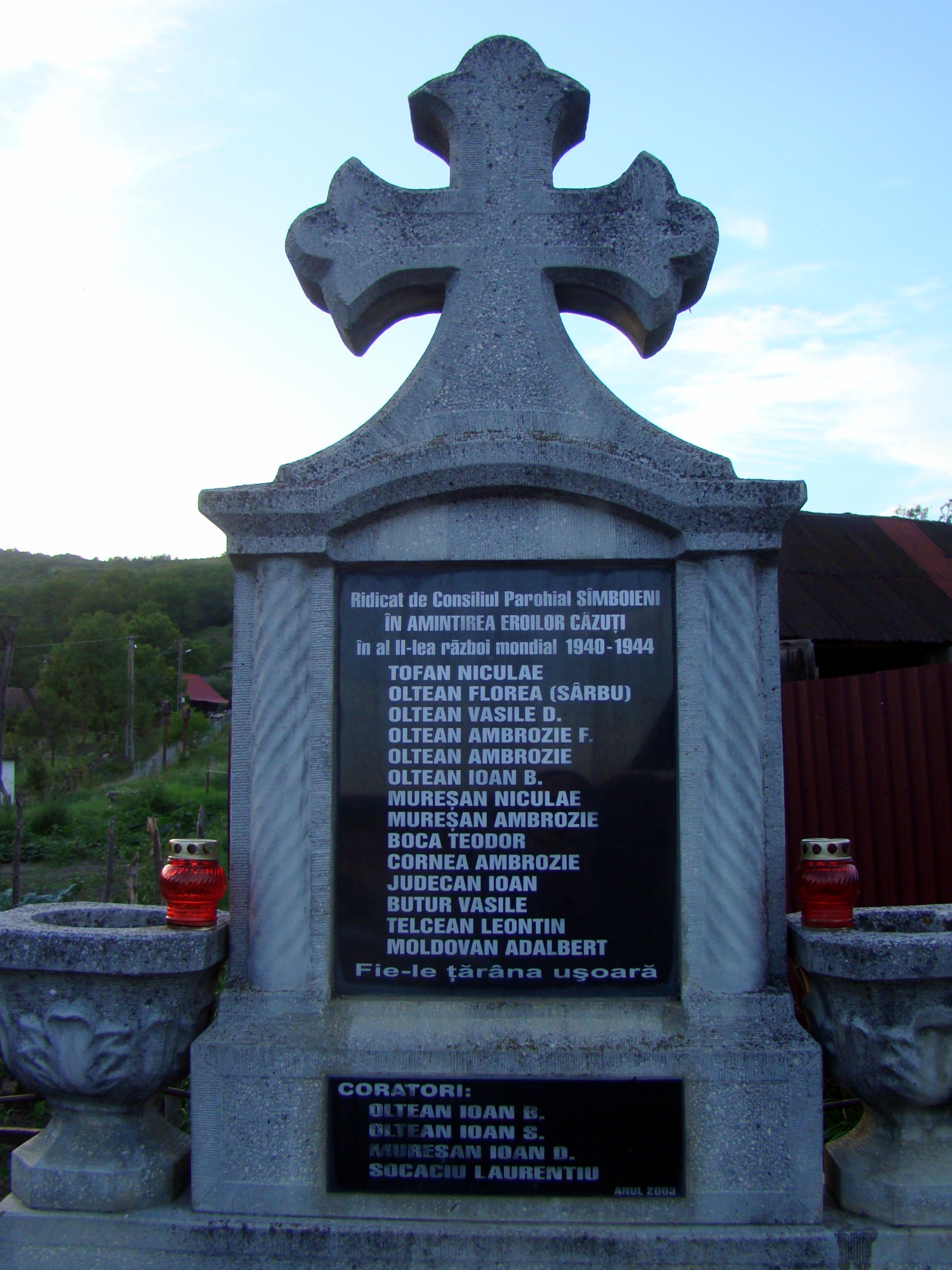
Monumentul Eroilor din Sâmboieni
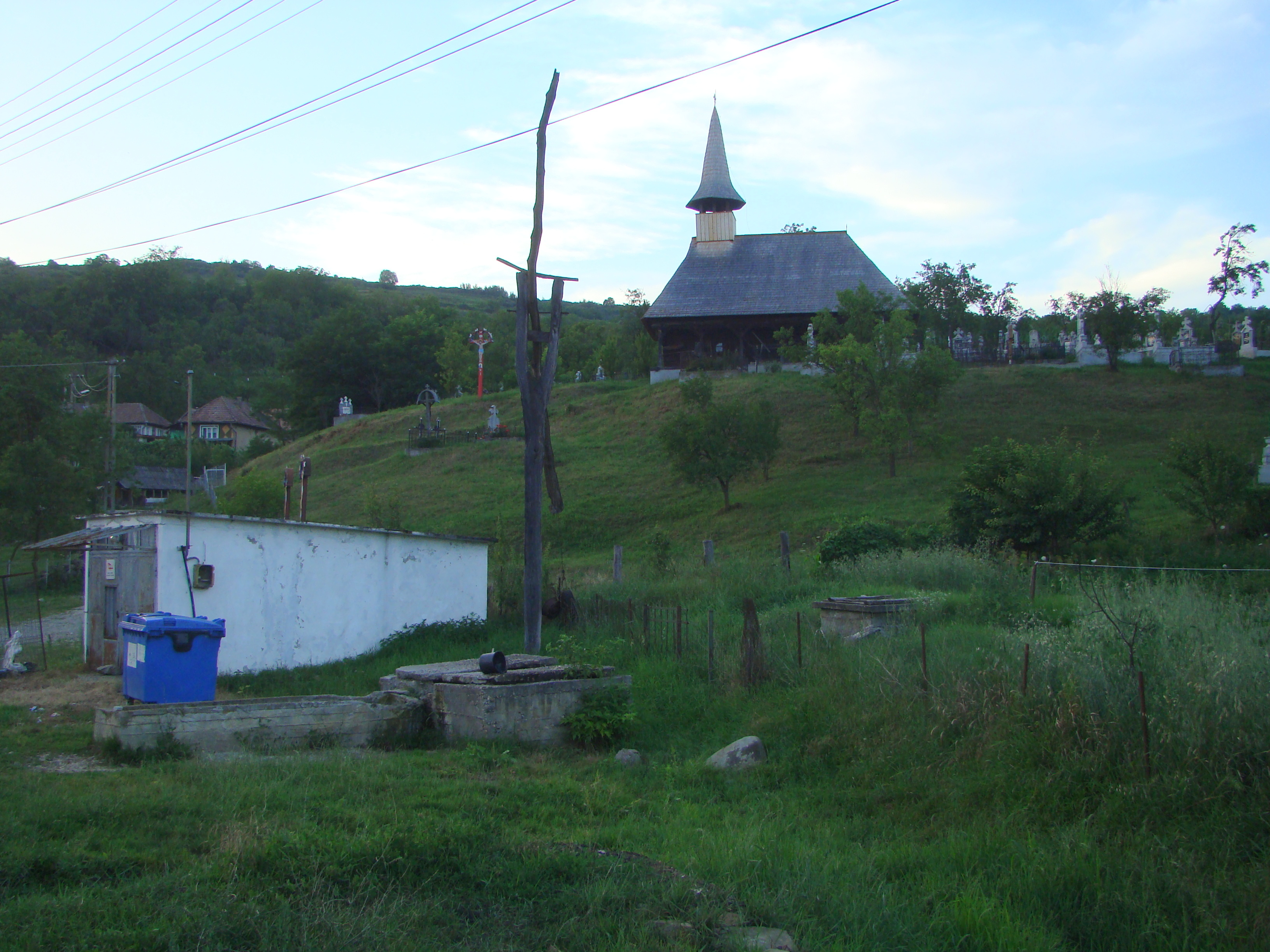
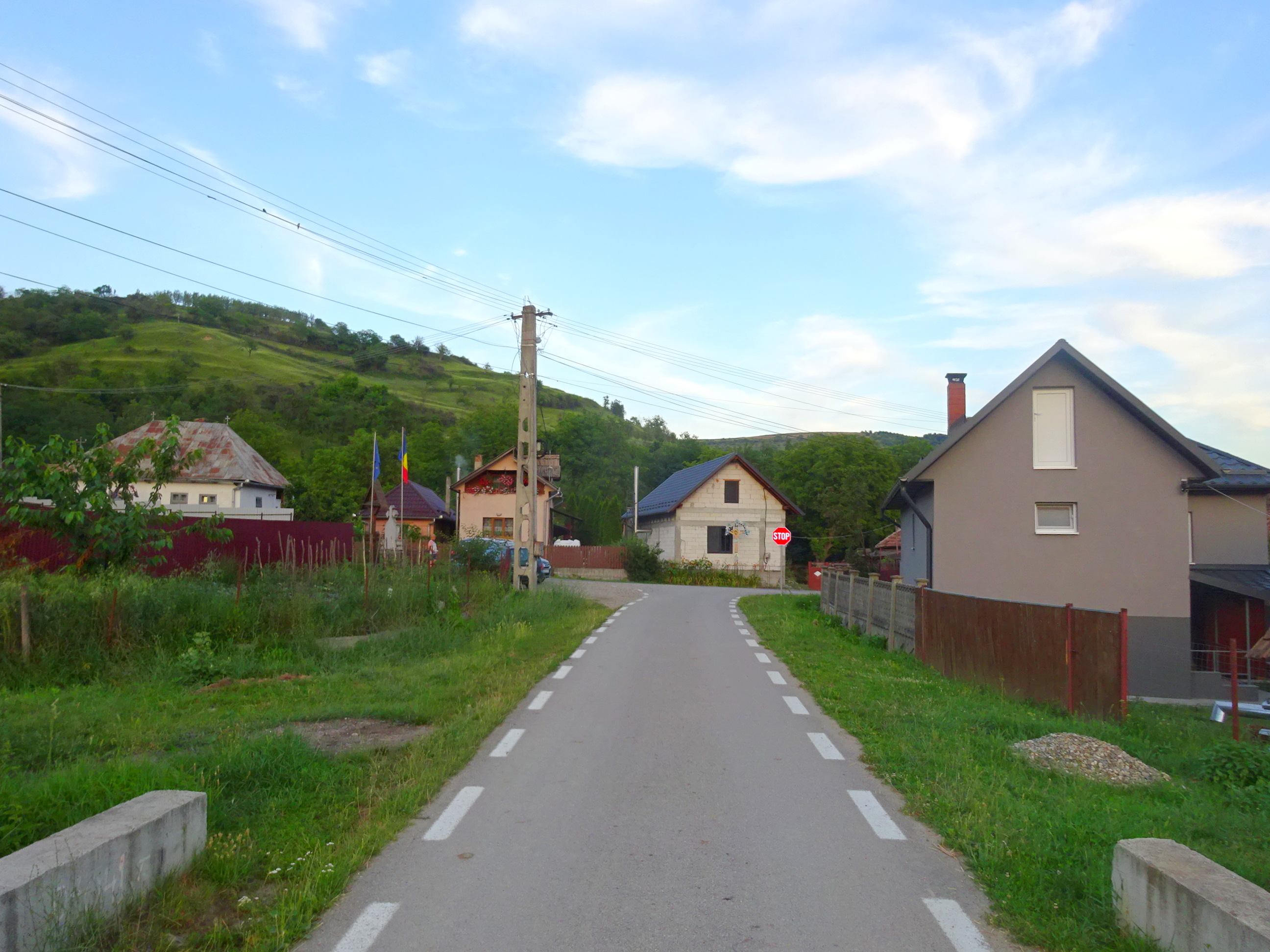
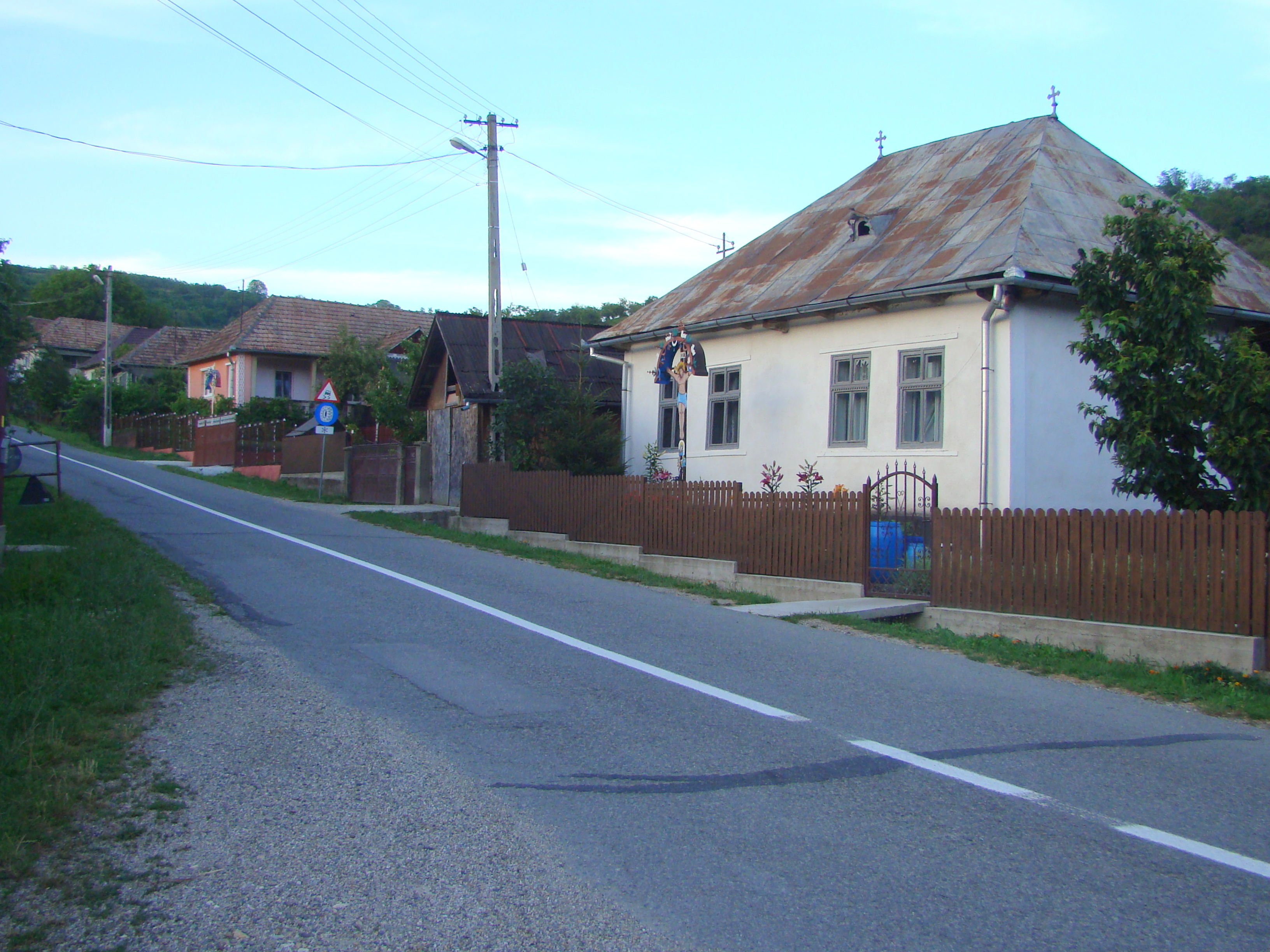
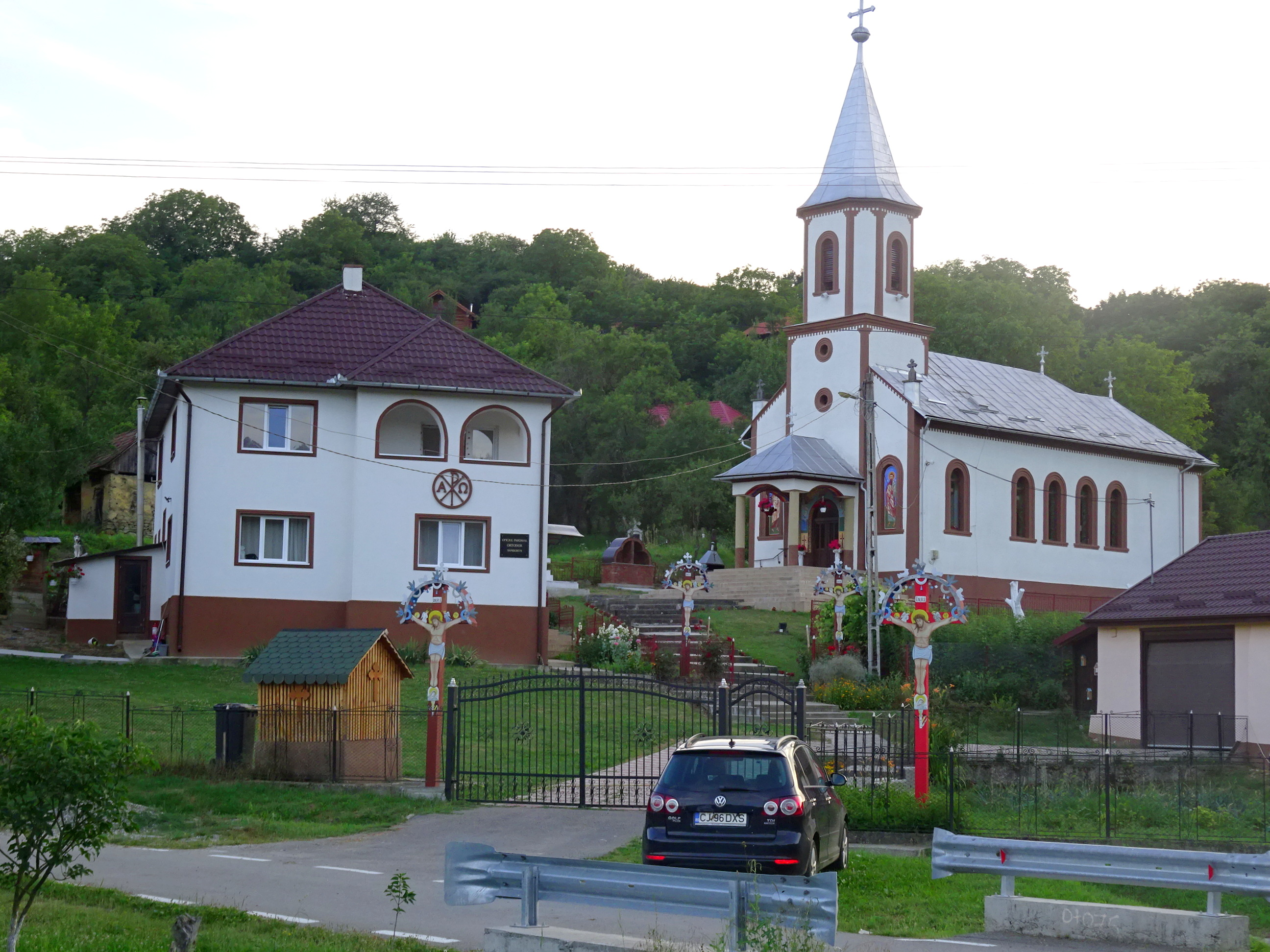
Biserica cu hramul „Sfinții Apostoli Petru și Pavel”, construită între anii 1981-1982 și casa parohială
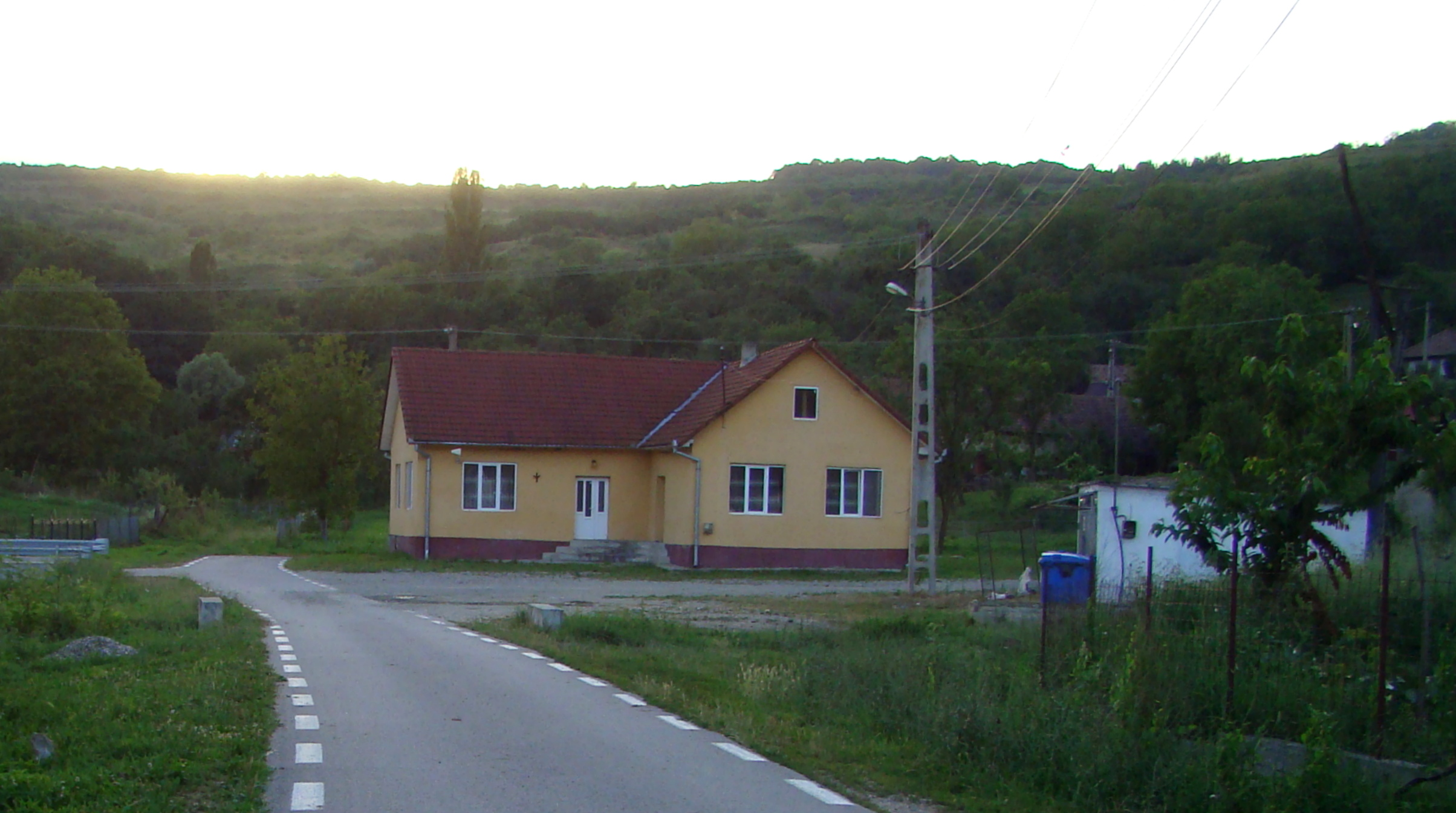
Căminul Cultural
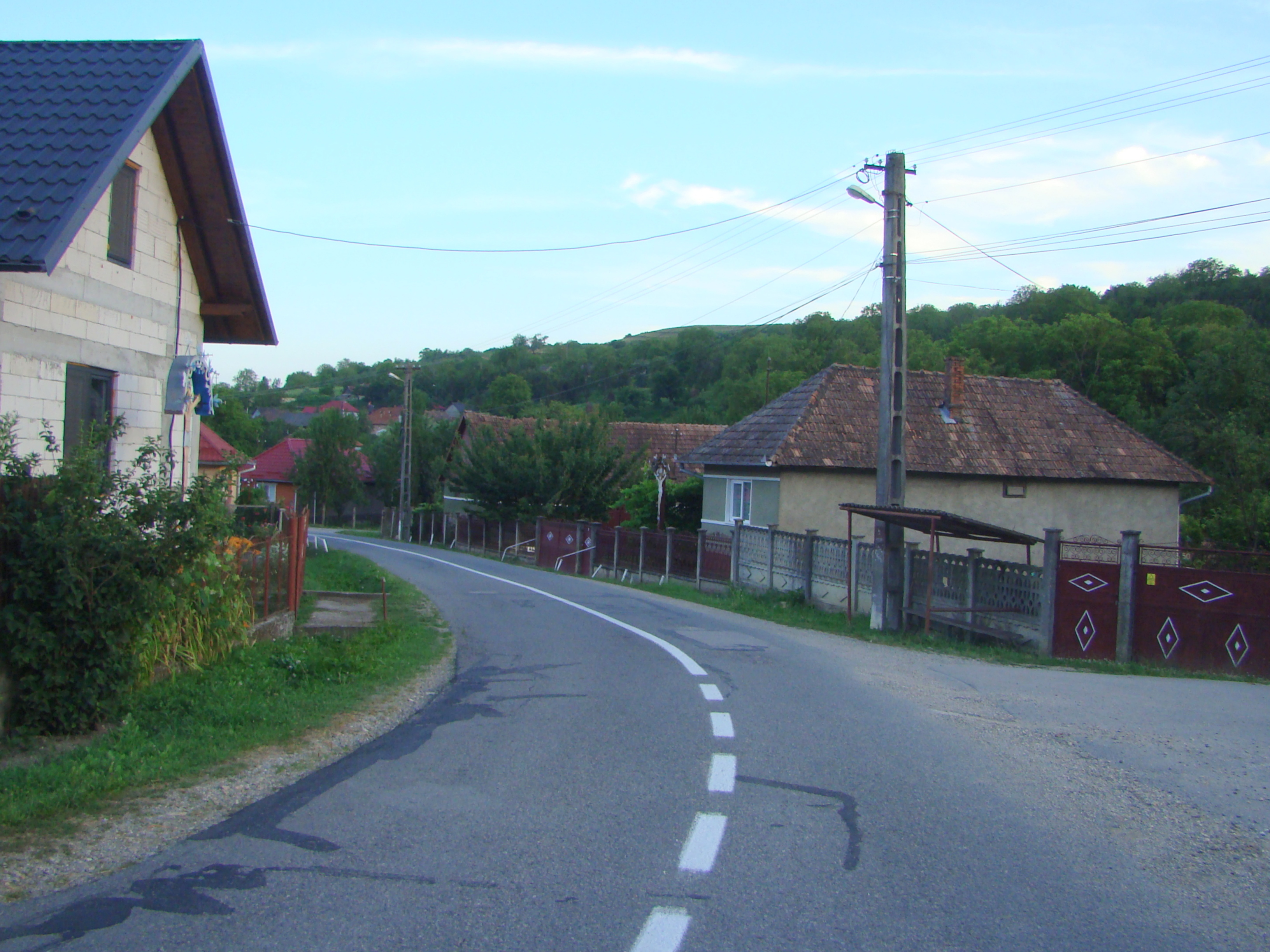